# Skvyra
Skvyra (ukrainsk: Скви́ра, ukrainsk udtale: [ˈskʋɪrɐ]; jiddisch: skver, סקווער) er en by i Kyiv oblast (region) i det centrale Ukraine. Skvyra har et areal på 6.328 km2
og en befolkning på omkring 15.406 (2021) indbyggere.
Skvyra ligger ved den 45 km lange Skvyra (Скквирка), en biflod til Ros 125 km sydvest for Kiev.